# Spirotheca rivieri
Spirotheca rivieri är en malvaväxtart som först beskrevs av Joseph Decaisne, och fick sitt nu gällande namn av Oskar Eberhard Ulbrich. Spirotheca rivieri ingår i släktet Spirotheca och familjen malvaväxter. Utöver nominatformen finns också underarten S. r. passifloroides.